# Иерофей (Прилуцкий)
Иерофей Прилуцкий (1682—1728) — архимандрит Русской православной церкви. 
О детстве и мирской жизни Иерофея сведений практически не сохранилось, да и прочие биографические сведения о нём очень скудны и отрывочны; известно, что он родился 26 октября (5 ноября) 1682 года в городе Немирове.
Пострижен и возведен в иеродиаконы 2 мая 1707 года в городе Тюмени, в иеромонахи — 16 августа 1709 года в Иркутске.
С 1714 по 1718 год отец Иерофей был экономом Архиерейского дома в Иркутске.
В 1718 году он по собственному желанию поступил священником «на корабли», за что получил звание советника Синода и сан архимандрита Русской православной церкви.
Архимандрит Иерофей скончался 28 октября (8 ноября) 1728 года.